# فرودگاه پلام ولی
 فرودگاه پلام ولی (به انگلیسی: Plum Valley Airport) یک فرودگاه خصوصی است که یک باند فرود چمن دارد و طول باند آن ۷۰۱ متر است. این فرودگاه در کشور ایالات متحده آمریکا قرار دارد و در ارتفاع ۷۰ متری از سطح دریا واقع شده است.